# Seimu Tennō
Seimu Tennō (成務天皇?) fue el 13º emperador de Japón según el orden tradicional de sucesión.

El emblema de la flor de crisantemo es el símbolo (mon) del Emperador de Japón.

No existen datos claros acerca de este emperador de Japón y es conocido por los historiadores como un "emperador legendario". Pero esto no implica necesariamente que esta persona no haya existido, sólo porque hay pocas referencias de este.